# Jia Chong
Pour les articles homonymes, voir Chong.
Jia Chong (賈充) (217 - 282) était un ministre chinois du royaume de Wei lors de l'époque des Trois Royaumes, puis de la dynastie Jin en Chine antique. Proche conseiller de la famille Sima, il contribua grandement à l'usurpation des Wei. Il est également le fils de Jia Kui. 

## Biographie
Héritant des titres de noblesse de son père, il servit les Wei dans l’entourage immédiat de la famille Sima. D’abord subordonné de Sima Shi, il servit Sima Zhao après la mort de ce dernier. 
En l’an 257, Sima Zhao qui songeait à usurper le trône envoya Jia Chong rencontrer le général Zhuge Dan dans le but de gagner son appui. Toutefois, après avoir vanté les mérites de Sima Zhao, Jia Chong fut grandement réprimandé. À son retour à la capitale, il mit donc en garde Sima Zhao contre Zhuge Dan dans l’éventualité d’un coup d’État et ce dernier, qui fut rappelé à la capitale, mena une rébellion qui fut rapidement défaite. À la suite de ces événements, le prestige de Jia Chong s’accentua, de même que l’estime que lui porta Sima Zhao. 
Peu après en l’an 260, l’empereur Cao Mao, accompagné de sa garde et de ses serviteurs, tenta d’assassiner Sima Zhao afin de reprendre le pouvoir. Jia Chong s’interposa alors et ordonna à son subordonné Cheng Ji de prendre les mesures nécessaires pour vaincre Cao Mao. Celui-ci tua Cao Mao, commettant ainsi un régicide. À la suite de ces hostilités, l’opinion publique demanda la tête de Cheng Ji et Jia Chong. Toutefois, seul Cheng Ji fut exécuté puisque Sima Zhao refusa de mettre à mort l’homme qui lui avait manifesté une si grande loyauté. Le peuple perçut alors Jia Chong comme un régicide. Par après, il fut à la tête d’une force pour contenir la rébellion de Zhong Hui et contribua à ramener l’ordre à Chengdu. 
En l’an 265, après la mort de Sima Zhao, Sima Yan, son successeur, établit la dynastie Jin. Jia Chong qui contribua alors à la réforme du code pénal fut nommé Duc de Lugong pour sa contribution à l’usurpation. Durant les années qui suivirent, il se fit des ennemis à l’intérieur du gouvernement et en l’an 271, ceux-ci le contraignirent à mener une expédition contre le rebelle Xianbei Tufa Shujineng. Jia Chong ne désirant pas combattre, réussit à contourner l'ordre en faisant marier sa fille, Jia Nanfeng, au prince héritier Sima Zhong et en l’an 272, parvint à exclure ses ennemis du gouvernement. 
En l’an 279, il s’opposa à l’invasion du royaume de Wu, jugeant qu’un échec en résulterait. Il persista même après plusieurs avancées et soumit une requête pour l’arrêt des hostilités en l’an 280. Lorsque Sun Hao capitula, Jia Chong, honteux, offrit sa démission, qui fut toutefois refusée. Apprécié inconditionnellement de son souverain, il fut plutôt récompensé. Jia Chong tomba malade en l’an 282 et mourut. 

### Sa famille
La famille de Jia Chong fut impliquée dans plusieurs intrigues reliées au pouvoir royal de la dynastie Jin. Sa progéniture fut l'objet de quelques coups d'éclat, parfois cruels, qui ont néanmoins mené certains membres de la famille Jia à de très hauts sommets.
La première épouse de Jia Chong, nommée Li, était la fille de Li Feng, qui fut mis à mort par Sima Shi pour avoir été suspecté d'avoir comploté avec l'empereur Cao Fang en l'an 254. Madame Li donna naissance à deux filles, Jia Bao et Jia Yu. Cependant, Jia Chong, qui voulut montrer sa loyauté à Sima Shi, quitta madame Li, qui fut contrainte à l'exil. Il épousa ensuite une dénommée Guo Huai, qui lui fit également deux filles, Jia Nanfeng et Jia Wu. Elle donna naissance aussi à un garçon, Jia Limin, qui eut un triste destin par sa jalousie et cruauté hors du commun. En effet, lorsque Jia Limin avait deux ans, madame Guo aperçut Jia Chong avec la nourrice du garçon et crut à une liaison secrète entre ceux-ci. Furieusement jalouse, elle tua la nourrice. Le jeune garçon fut si bouleversé par la mort de sa nourrice qu'il tomba malade et mourut. Plus tard, madame Guo enfanta un autre garçon à Jia Chong, qui mourut aussi de détresse, ce qui fit de Jia Chong un père sans garçon. 
Mis à part Jia Nanfeng, qui devint princesse héritière, la fille aîné de Jia Chong, Jia Bao, épousa aussi un prince impérial, le jeune frère de l'empereur Wu (Sima Yan), Sima You le prince de Qi, qui fut considéré le plus talentueux et vertueux parmi les princes impériaux. À un certain moment, lorsque l'empereur Wu tomba malade, tous espérèrent que ce soit Sima You qui hérite du trône. Le maire de Luoyang, Xiahou He, tenta de convaincre Jia Chong de supporter Sima You pour la succession, affirmant que les deux princes héritiers en liste étaient ses gendres. Toutefois, Jia Chong refusa de soutenir la candidature de Sima You, probablement par peur de sa femme. 
Après que Sima Yan ait établi la dynastie Jin, une amnistie générale des prisonniers politiques et de leurs familles fut déclarée et la première épouse de Jia Chong, Madame Li put revenir de son exil. Croyant que Jia Chong voudrait reprendre sa première femme, l'empereur Sima Yan permit à Jia Chong d'avoir deux femmes. Jia Chong, effrayé par Madame Guo, ne reprit cependant pas Madame Li comme épouse malgré ses liens avec ses filles Jia Bao et Jia Yu. Il préféra établir une résidence indépendante pour Madame Li, qu'il ne visita jamais. Un jour Madame Guo alla rendre visite à Madame Li et fut humiliée lorsqu'elle trébucha à ses pieds; elle ne revint jamais plus lui rendre visite.

## Son personnage dans le roman
Dans le roman Histoire des Trois Royaumes écrit par Luo Guanzhong, le personnage de Jia Chong est très collé sur sa figure historique. Décrit au chapitre 111 comme un conseiller sénior de Sima Zhao, il est le premier à parler d'usurpation. 
Au chapitre 114, alors commissaire de l’Armée centrale, il convainc Sima Zhao de s'assurer en premier lieu de la confiance de l'empereur Cao Mao, plutôt que de partir en expédition contre le royaume de Shu qui, le cas échéant, pourrait lui être nuisible. Sima Zhao suit donc son conseil et demande à l'Empereur d'être honoré des Neuf décorations et du titre de Duc de Jin. Cao Mao, qui voit son trône menacé par cette requête, tente un assaut armé contre Sima Zhao et Jia Chong s'interpose, tel que le mentionne les récits historiques, menant au meurtre de l'Empereur. Impuni pour ce crime, un poème suit, décrivant les événements :
Cette année Jia Chong sous la commande de Sima Zhao
Tua le roi et tacha de rouge les robes royales.
Un crime dont Cheng Ji paya pour, ainsi que son clan.
Le complot ne trompa point l'homme ordinaire.
À la suite de cet épisode, Jia Chong conseille Sima Zhao autant sur les affaires internes qu'externes du royaume. Toutefois, ces conseils ne sont pas toujours suivis comme lorsqu'il propose de demander l'abdication des Wei en l'an 260 ou lorsqu'il fait part d'assassiner Jiang Wei plutôt que de mener une campagne militaire contre ce dernier.
Au chapitre 118, craignant une rébellion de la part de Deng Ai, Sima Zhao consulte Jia Chong. Celui-ci propose d'utiliser Zhong Hui afin de contrôler Deng Ai et la suggestion est adoptée. Peu après, craignant le pire, Jia Chong est envoyé à la tête d'une force de 30 000 hommes à la gorge de Ye au cas où l'un d'eux se révolterait. Toutefois cette menace tombe sans qu'il n'ait à intervenir. 
Après la mort de Sima Zhao au chapitre 119, Sima Yan, qui succède à son père, fait appel à Jia Chong et Pei Xiu en rapport à l'usurpation des Wei. Ceux-ci s'empressent de conclure que le temps est venu d'établir une nouvelle dynastie et Sima Yan va dans ce sens en devenant le premier empereur des Jin. 
Enfin, Jia Chong, qui se positionne d'abord en faveur d'une attaque contre les Wu et qui propose les services du général Yang Hu pour mener l'assaut en vient à se rétracter et s'opposer à plusieurs reprises à la tenue de combats contre le royaume rival. Les Wu sont toutefois annexés et la Chine est unie à nouveau. 
Dans les derniers paragraphes du roman, un échange intéressant est livré entre l'empereur déchu des Wu Sun Hao et Jia Chong. Jia Chong demande :
« Plusieurs disent que lorsque vous gouverniez le Sud, vous arrachiez parfois les yeux des hommes et peliez la peau de leur visage. Quel genre de châtiment est-ce ? »
Ce à quoi lui répond Sun Hao :
« C'est le châtiment réservé aux vassaux qui assassinent leurs souverains ou pour les menteurs malicieux et les rebelles. »
Jia Chong demeure silencieux et chagriné, songeant probablement au régicide qu'il a commis.